# Achthophora ferruginea
Achthophora ferruginea är en skalbaggsart som beskrevs av Heller 1924. Achthophora ferruginea ingår i släktet Achthophora och familjen långhorningar.
Artens utbredningsområde är Filippinerna. Inga underarter finns listade i Catalogue of Life.